# III Liceum Ogólnokształcące im. Adama Mickiewicza w Bydgoszczy
III Liceum Ogólnokształcące im. Adama Mickiewicza w Bydgoszczy – liceum ogólnokształcące nr 3 w Bydgoszczy. 
Do 2019 wraz z Gimnazjum nr 47 tworzyło zespół szkół nr 3. Od 2024 dyrektorem szkoły jest mgr Agnieszka Nowak. Od 2007 szkoła legitymuje się certyfikatem jakości ISO.
Położone jest przy ul. Nowogrodzkiej 3 na Okolu, w pobliżu Kanału Bydgoskiego.

## Historia
Budynek szkoły został wzniesiony w 1879. 3 lutego 1920 powstała w nim szkoła podstawowa. Po raz pierwszy dzwonek rozległ się w szkolnych murach 20 marca 1920. Funkcję pierwszego kierownika szkoły sprawował Maksymilian Domeracki. Była to szkoła podstawowa o charakterze koedukacyjnym. W roku szkolnym 1926/1927 nastąpiło nadanie placówce imienia – Adama Mickiewicza. W latach 1932/1933 szkoła przeszła reorganizację i została podzielona na:
- szkołę męską im. Adama Mickiewicza (z kierownikiem Stanisławem Pellegrinim)
- żeńską im. Stefana Batorego (z kierownikiem Czesławem Lorkowskim

W czasie okupacji hitlerowskiej, po wkroczeniu hitlerowców do Bydgoszczy (5 września 1939), szkołę zamknięto i przekształcono w koszary wojskowe oraz pomieszczenia dla jeńców wojennych. Z rąk nazistów zginął wówczas, wraz z siedmioma innymi pracownikami, pierwszy kierownik placówki – Maksymilian Domeracki. 1 października 1948 odsłonięto na szkolnym korytarzu tablicę ku ich czci.
Po II wojnie światowej szkołę ponownie zreorganizowano – 19 marca 1945 otwarto Szkołę Podstawową nr 15 z ośmioma klasami żeńskimi i ośmioma klasami męskimi. Pierwszym powojennym kierownikiem placówki był Ksawery Jendryczka.
W październiku 1947 Kuratorium przekształciło szkołę w placówkę z jedenastoletnim cyklem nauczania i zmieniło jej nazwę na „Piątą Państwową Szkołę Ogólnokształcącą Stopnia Licealnego i Podstawowego im. Adama Mickiewicza”. Pierwsze egzaminy maturalne odbyły się w 1951.
Po 1947 nazwę szkoły zmieniono jeszcze dwukrotnie. W 1954 zmieniono ją na „Szkołę Podstawową i Liceum Ogólnokształcące nr 2”, natomiast istniejącą do dziś nazwę „III Liceum Ogólnokształcącego w Bydgoszczy” placówka otrzymała w roku szkolnym 1961/1962. Od 14 października 1977 hymnem szkolnym jest Pieśń filaretów Adama Mickiewicza. W roku szkolnym 1991/1992 III Liceum Ogólnokształcące jako jedna z pierwszych szkół w Bydgoszczy wprowadziła autorskie profile klas.

## Profile klas
W szkole funkcjonują następujące klasy (stan na rok szkolny 2014/2015):
A - klasa medyczna (przedmioty realizowane w zakresie rozszerzonym: biologia, chemia; nauczane języki: angielski, niemiecki).
B - klasa humanistyczna z elementami prawa i podstaw dyplomacji (przedmioty realizowane w zakresie rozszerzonym: j. polski, historia, WOS; nauczane języki: angielski, francuski).
C - ekonomiczno-geograficzna (przedmioty realizowane w zakresie rozszerzonym: geografia, matematyka; nauczane języki: angielski, hiszpański).
D - politechniczna (przedmioty realizowane w zakresie rozszerzonym: matematyka, fizyka, informatyka; nauczane języki: angielski, niemiecki).

## Absolwenci
- Grzegorz Jarzembski
- Danuta Michałowska
- Piotr Michałowski
- Leonard Pietraszak
- Maciej Olczyk